# سربی (ناحیه دوماژلیتسه)
سربی (به چکی: Srby) یک منطقهٔ مسکونی در جمهوری چک است که در ناحیه دوماژلیتسه واقع شده‌است. سربی ۲۰٫۴۵ کیلومتر مربع مساحت و ۳۸۸ نفر جمعیت دارد و ۳۸۵ متر بالاتر از سطح دریا واقع شده‌است.